# Władysław Janecki
Władysław Janecki (ur. 23 marca 1934 w Pabianicach, zm. 6 marca 2023) – polski polityk, poseł na Sejm PRL IX kadencji.

## Życiorys
Od 1950 mistrz Oddziału Przygotowawczego w Pabianickich Zakładach Przemysłu Bawełnianego im. Bojowników Rewolucji 1905 r. „Pamotex” w Pabianicach. Członek Związku Młodzieży Polskiej. Do Polskiej Zjednoczonej Partii Robotniczej wstąpił w 1961. Pełnił funkcje partyjne w Oddziałowej Organizacji Partyjnej. Członek prezydium rady pracowniczej. W 1985 uzyskał mandat posła na Sejm IX kadencji. Został wybrany w okręgu Łódź Śródmieście. Zasiadał w Komisji Przemysłu. Otrzymał Medal 30-lecia Polski Ludowej i Medal 40-lecia Polski Ludowej.
Pochowany 10 marca 2023 w Pabianicach.